# Enric Massó i Urgellès
|  | Aquest article tracta sobre l'escriptor. Vegeu-ne altres significats a «Enric Massó». |

Enric Massó i Urgellès (Barcelona, 1914 - 1986) fou un escriptor català.
Nascut a Barcelona en 1914, de pares oriunds de la vila de Riudoms. Durant els anys vint, col·laborà en l'edició de revistes en català, amb el poeta i editor Janés i Olivé i Andreu Roselló Pàmies, director d'El Correo Catalán.
Massó, que va militar al Partit Nacionalista Català, va ser oficial de l'exèrcit de la República i es veié obligat a exiliar-se després de la Guerra Civil. Va retornar, de forma clandestina, a Catalunya i fou empresonat durant més de tres anys.
Després de la guerra, va començar a treballar com a periodista i autor de teatre. Com a narrador realista, va tenir una producció no gaire abundant, però, continuada en el temps. El seu primer llibre, Els dos miralls es va publicar el 1956. El 1960 va guanyar el Premi Sant Jordi de novel·la en la seva primera convocatòria per la novel·la Viure no és fàcil. Tot i l'èxit, el guardó no va estar exempt de polèmica, car aquell mateix any s'hi havia presentat La plaça del Diamant de Mercè Rodoreda. Durant anys, no va publicar res més i part de la seva producció només ha vist la llum un cop mort l'autor.
Entre 1975 i 1985, va publicar diversos articles periodístics als mitjans de l'època (Destino, El Correo Catalán, El Pont, Avui, Serra d'Or, Canigó i La Humanitat, d'ERC, partit del qual era militant) que van ser reunits, el 2004, per Edicions Joica en el volum Viscut de prop. Recull d'articles periodístics.

## Obres
- 1956 Els dos miralls
- 1961 Viure no és fàcil
- 1976 Mort de guerra
- 1989 Una casa de veïns
- 1996 La muntanya
- 1998 Sabres sota el sol
- 2003 Un affaire d'honor
- 2004 Griselda

## Premis[7][1]
- 1959: Premi Narcís Oller en els Jocs Florals de París
- 1960: Sant Jordi per Viure no és fàcil
- 1976: Premi de prosa dels Jocs Florals de Barcelona[8]
- 1978: Premi Puig i Ferrater per Mort de guerra